# Sofja Łansere
Sofja Jewgienjewna Łansere, ros. Софья Евгеньевна Лансере (ur. 29 września 2000) – rosyjska tenisistka.

## Kariera tenisowa
W karierze wygrała trzy turnieje singlowe i trzynaście deblowych rangi ITF. 4 grudnia 2023 zajmowała najwyższe miejsce w rankingu singlowym WTA Tour – 200. pozycję, natomiast 14 sierpnia 2023 osiągnęła najwyższą lokatę w deblu – 119. miejsce .

## Wygrane turnieje rangi ITF
| turnieje z pulą nagród 100 000 $ (W100) |
| turnieje z pulą nagród 80 000 $ (W80)   |
| turnieje z pulą nagród 60 000 $ (W75)   |
| turnieje z pulą nagród 40 000 $ (W50)   |
| turnieje z pulą nagród 25 000 $ (W35)   |
| turnieje z pulą nagród 15 000 $ (W15)   |
| turnieje z pulą nagród 10 000 $         |

### Gra pojedyncza
|    | Data       | Turniej | Naw.          | Przeciwniczka | Wynik         |
| 1. | 05/05/2019 | Chimki  | Twarda (hala) | Dea Herdželaš | 6:1, 4:6, 6:3 |
| 2. | 09/02/2020 | Trnawa  | Twarda (hala) | Lina Ǵorčeska | 6:2, 6:3      |
| 3. | 24/09/2023 | Kioto   | Twarda (hala) | Hiroko Kuwata | 6:0, 6:1      |

### Gra podwójna
|    | Data       | Turniej             | Naw.          | Partnerka              | Przeciwniczki                             | Wynik          |
| 1. | 02/03/2019 | Moskwa              | Twarda (hala) | Jelena Rybakina        | Vivian Heisen Hanna Poznichirenko         | 1:6, 6:3, 10–4 |
| 2. | 14/09/2019 | Metar               | Twarda        | Kamilla Rachimowa      | Anastasija Gasanowa Wałerija Strachowa    | 4:6, 6:4, 10–3 |
| 3. | 29/02/2020 | Moskwa              | Twarda (hala) | Kamilla Rachimowa      | Nateła Dzałamidze Walendini Gramatikopulu | 6:1, 3:6, 10–6 |
| 4. | 16/04/2022 | Calvi               | Twarda        | Wałerija Strachowa     | Estelle Cascino Jessika Ponchet           | 6:4, 7:6(5)    |
| 5. | 25/06/2022 | Ra’ananna           | Twarda        | Marija Timofiejewa     | Elena-Teodora Cadar Fanny Stollár         | 6:3, 7:6(5)    |
| 6. | 15/10/2022 | Trnawa              | Twarda (hala) | Rebecca Šramková       | Lee Pei-chi Wu Fang-hsien                 | 4:6, 6:2, 11–9 |
| 7. | 28/01/2023 | Andrézieux-Bouthéon | Twarda (hala) | Oksana Sielechmietjewa | Conny Perrin Iryna Szymanowicz            | 6:3, 6:0       |
| 8. | 25/03/2023 | Maribor             | Twarda (hala) | Anastasija Tichonowa   | Irina Bara Andreea Mitu                   | 6:3, 6:2       |
| 9. | 19/05/2023 | Saint-Gaudens       | Ceglana       | Anna Sisková           | María Herazo González Adriana Reami       | 6:0, 3:6, 10–6 |